# Grong
Grong – norweskie miasto i gmina leżąca w regionie Trøndelag.
Grong jest 87. norweską gminą pod względem powierzchni.

## Demografia
Według danych z roku 2019 gminę zamieszkuje 2360 osób. Gęstość zaludnienia wynosi 2,07 os./km². Pod względem zaludnienia Grong zajmuje 304. miejsce wśród norweskich gmin.
| ludność stan na 1 stycznia 2019 |         |           |       |
|                                 | kobiety | mężczyźni | razem |
| osób                            | 1161    | 1199      | 2360  |
| %                               | 49,19%  | 50,80%    | 100%  |

| wykształcenie powyżej 16 roku życia stan na 1 stycznia 2019 |            |         |        |          |
|                                                             | podstawowe | średnie | wyższe | nieznane |
| osób                                                        | 532        | 914     | 486    | 7        |
| %                                                           | 27,43%     | 47,13%  | 25,06% | 0,38%    |

## Edukacja
Według danych z 1 sierpnia 2018:
- liczba szkół podstawowych (norw. grunnskolar): 1
- liczba uczniów szkół podst.: 210[1]

## Władze gminy
Według danych na rok 2019 administratorem gminy (norw. rådmann) jest Svein Helland, natomiast burmistrzem (norw. ordfører, d. borgermester) jest Borgny Grande